# Вольное (Ивано-Франковская область)
Вольное (укр. Вільне) — село в Тлумачской городской общине Ивано-Франковского района Ивано-Франковской области Украины.
Население по переписи 2001 года составляло 89 человек. Занимает площадь 1,56 км². Почтовый индекс — 78010. Телефонный код — 03479.

## История
В 1946 году указом ПВС УССР хутор Панский переименован в Вольный.С 12 июня 2020 года входит в Тлумацкую городскую общину в подчинения сельского совета ПетриловС 17 июля 2020 входит в Ивано-Франковский район.

## Население
- 1989 год 85 человек[3]
- 2001 год 88 человек
- 2022 год 39 человек[4]